# Natan Tenenbaum

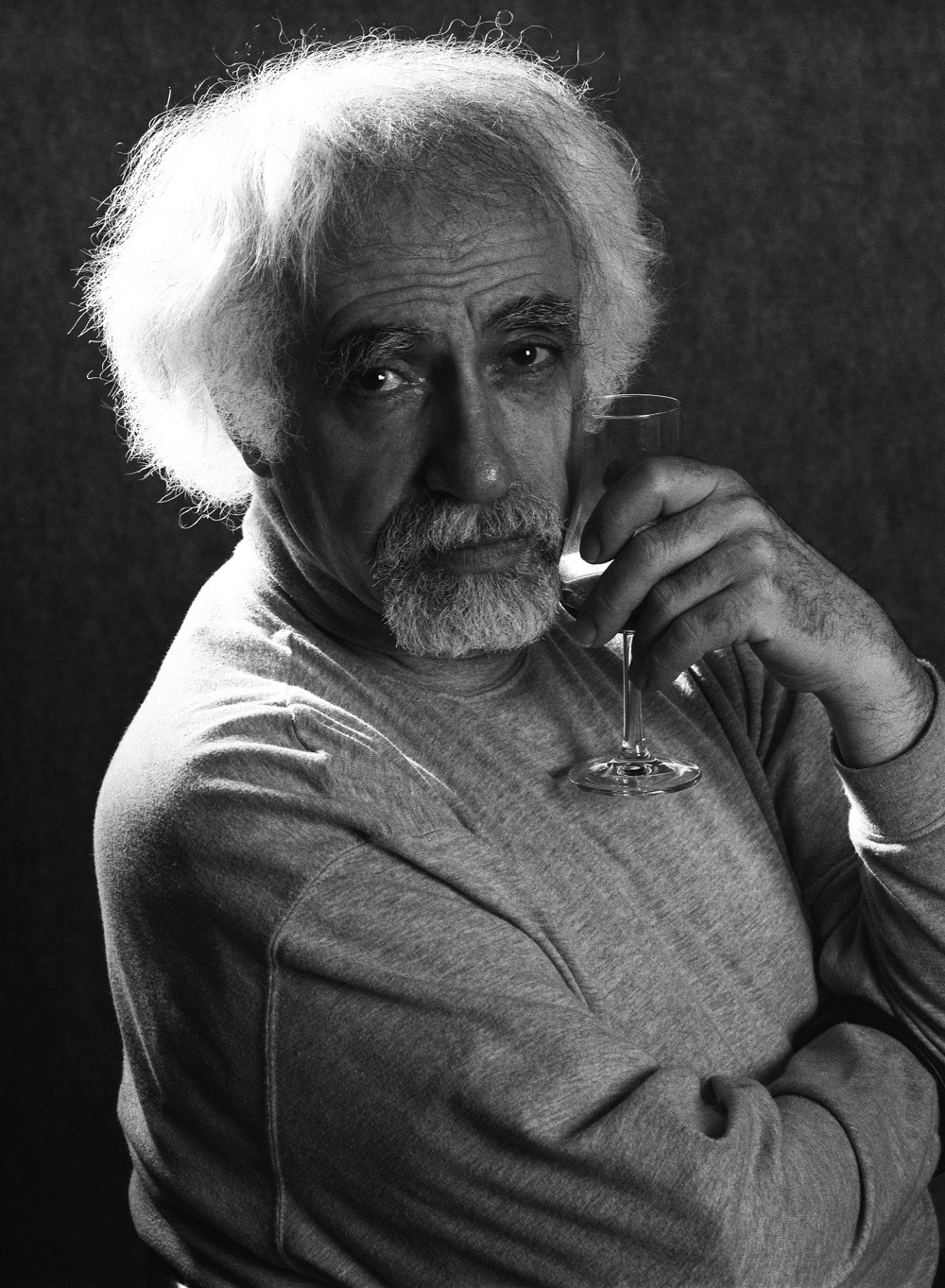
Natan Tenenbaum w 1998

Natan Tenenbaum (ur. 27 grudnia 1940 w Witebsku, zm. 23 lutego 2016 w Sztokholmie) – polski satyryk, poeta i autor tekstów scenicznych, żydowskiego pochodzenia, od 1969 mieszkał i tworzył w Szwecji.

## Życiorys
Urodził się w Witebsku w Białoruskiej SRR. Po zakończeniu II wojny światowej wraz z rodziną przyjechał do Polski.
Ukończył archeologię śródziemnomorską na Wydziale Historycznym Uniwersytetu Warszawskiego. Jeszcze w czasie studiów, w okresie 1962–1966 dołączył do zespołu redakcyjnego tygodnika „Nasz Głos”, polskojęzycznego dodatku do wydawanej w języku jidysz gazety „Fołks Sztyme”. W latach 60. XX wieku pracował również jako dziennikarz w Polskim Radiu.
W tym czasie, jako członek Towarzystwa Społeczno-Kulturalnego Żydów w Polsce, uczestniczył w życiu społeczności żydowskiej, organizując m.in. obozy młodzieżowe i współtworząc młodzieżowy Klub Babel. Jednocześnie brał udział w studenckim życiu artystycznym, współpracując ze Studenckim Teatrem Satyryków (STS) i klubem Hybrydy jako autor tekstów. Jego utwory ukazywały się także m.in. „Szpilkach” oraz w 1968 – anonimowo – na łamach paryskiej „Kultury”.
W czerwcu 1967, po wybuchu wojny sześciodniowej pomiędzy Izraelem a wspieranymi przez ZSRR krajami arabskimi, Tenenbaum brał udział w spotkaniu autorów „Naszego Głosu” z Mieczysławem Rakowskim, które przerodziło się w burzliwą dyskusję na temat rodzącej się nagonki partyjnej na osoby pochodzenia żydowskiego. Podczas spotkania Tenenbaum miał przyrównać teksty na temat Izraela ukazujące się podówczas w „Życiu Warszawy” do artykułów publikowanych tuż przed II wojną światową w niemieckim piśmie „Völkischer Beobachter”, organie prasowym NSDAP. Wkrótce potem został wezwany na przesłuchanie do Ministerstwa Spraw Wewnętrznych, a kilka dni później kierownictwo państwowego koncernu RSW Prasa-Książka-Ruch, wydawcy „Fołks Sztyme” i jego dodatków, nakazało zwolnienie Tenenbauma z pracy, dostał również nieformalny zakaz zbliżania się do redakcji. Mimo to kontynuował współpracę z tygodnikiem, pisząc teksty w domu pod pseudonimem.
Był aktywnym uczestnikiem protestów studenckich w marcu 1968, brał udział m.in. w demonstracji przeciwko zdjęciu z afisza Dziadów. Był też autorem wielu protest songów i satyrycznych wierszy wyśmiewających władze Polskiej Rzeczypospolitej Ludowej. Wiersze te, często rozpowszechniane wśród protestujących studentów jako utwory anonimowe, zyskały sporą popularność. Część z nich, wraz z utworami innych autorów, trafiła na amatorską taśmę nagraną przez Tenenbauma wraz z Jackiem i Michałem Tarkowskimi, Aleksandrem Perskim i Sewerynem Blumsztajnem. Taśma dystrybuowana była w drugim obiegu.
W 1969, w wyniku antysemickiej kampanii, będącej następstwem tych wydarzeń, wyemigrował do Szwecji i zamieszkał w Sztokholmie. Tam prowadził kabaret polonijny Krakowskie Przedmieście oraz przez 30 lat pracował w Instytucie Kultury Antycznej. Mimo emigracji tworzył wyłącznie po polsku, gdyż tylko w tym języku potrafił wyrazić siebie i swoje odczucia.
Angażował się w różne inicjatywy na rzecz demokratyzacji życia w Europie Wschodniej, współpracując m.in. z Radiem Wolna Europa oraz czasopismem „Aneks”.
Najlepiej znanym dziełem Tenenbauma jest wiersz Modlitwa o wschodzie słońca. W 1980, w czasie pierwszego zrywu Solidarności, Tenenbaum wysłał ze Szwecji jego rękopis Jackowi Kaczmarskiemu
. Ten przekazał go Przemysławowi Gintrowskiemu, który napisał do niego muzykę. Wykonywana przez Kaczmarskiego i Gintrowskiego piosenka stała się jednym z nieoficjalnych hymnów związku zawodowego i środowisk opozycyjnych w Polsce. W 1989 piosenka, śpiewana przez Jacka Wójcickiego, znalazła się na ścieżce dźwiękowej filmu Ostatni dzwonek Magdaleny Łazarkiewicz. W swojej aranżacji nagrał ją również zespół reggae Habakuk. W 2016 roku wiersz Tenenbauma został obrany hymnem Komitetu Obrony Demokracji.
Od 1988 regularnie odwiedzał Polskę, gdzie wydał dwa zbiory wierszy: w 1992 drukiem ukazał się tom Chochoły i róża , a w 1997 Imię Twoje Rzeczy Pospolitość . Po 1989 roku nie wrócił na stałe do kraju, jednak wznowił w Polsce działalność artystyczną. Występował gościnnie z kabaretem Pod Egidą, w gdańskim klubie Żak i w Piwnicy pod Baranami.
W 2004 został odznaczony przez Prezydenta RP Złotym Krzyżem Zasługi, zaś w 2013 – Krzyżem Kawalerskim Orderu Odrodzenia Polski „za wybitne zasługi w działalności na rzecz przemian demokratycznych w Polsce oraz aktywny udział w proteście studenckim w marcu 1968 roku w obronie praw człowieka i swobód obywatelskich”.
Był żonaty z inżynier Kamilą Tenenbaum, z którą miał dwóch synów: inżyniera Jakuba i psychoterapeutę Adama. Zmarł 23 lutego 2016, a uroczystości pogrzebowe odbyły się 17 marca 2016  na cmentarzu Skogskyrkogården, Heliga Korsets Kapell, w Sztokholmie.

## Źródła